# فيلوميلا

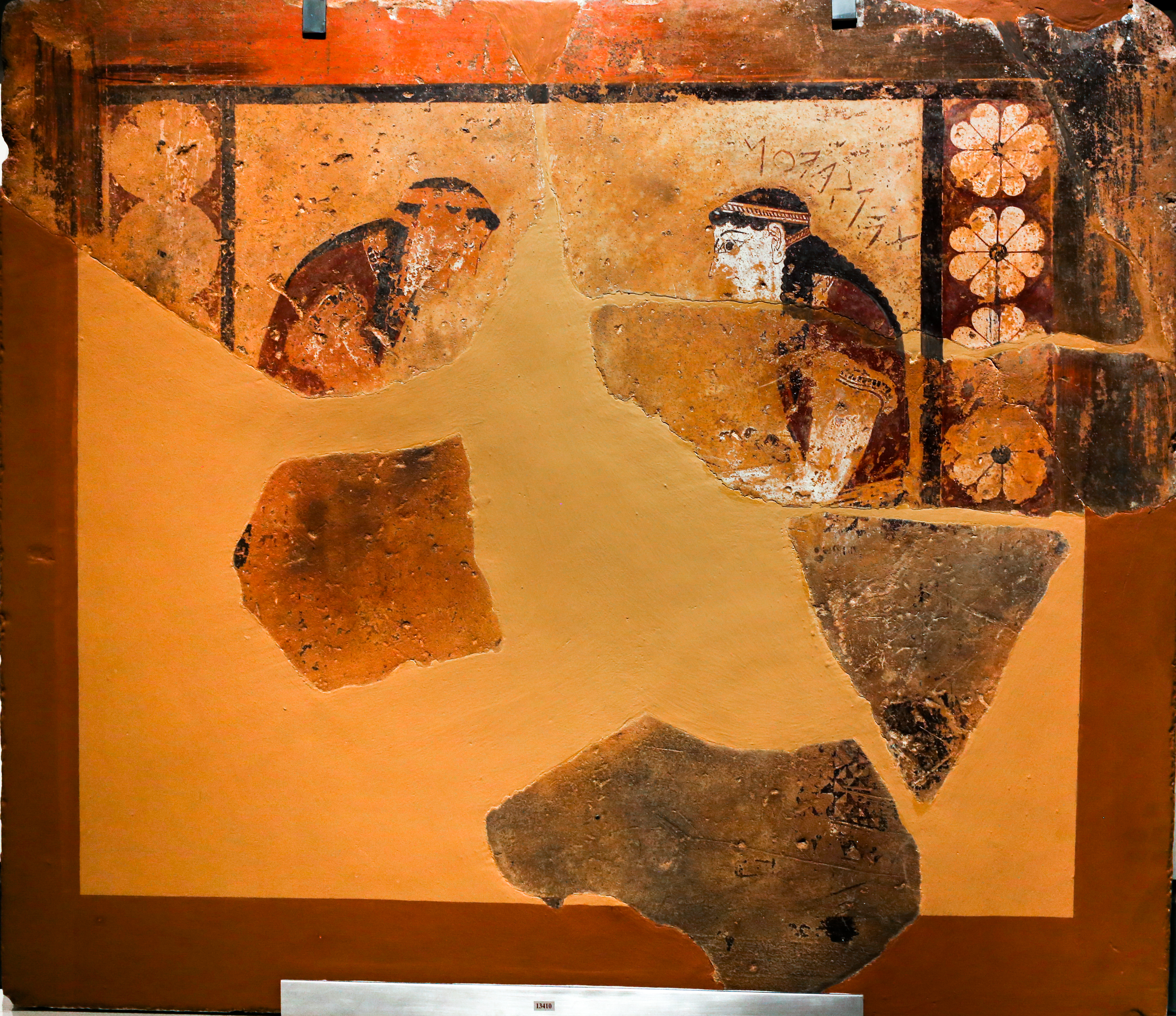
بروكني وفيلوميلا جالستان مقابل بعضهما البعض، كاليفورنيا. 630-625 ق.م

فيلوميلا (بالإنجليزية: Philomela) هي شخصية ثانوية في الأساطير اليونانية يُستشهد بها كثيرًا كرمز صريح ومجازي في الأعمال الأدبية والفنية في المرجعية الأدبية الغربية.

## الأسطورة
هي أخت بروكني. أحبها تيريوس زوج أختها، فتزوجها بعد أن أخبرها أن أختها ماتت. وحتى لا تكشف جريمته قطع لسانها، وسجنها، فما كان منها إلا أن نسجت سجادة صورت فيها القصة، وأرسلتها إلى أختها، فعرفت الأمر، ولذلك قتلت ابن تيريوس وطبخته وقدمته له، وهربت الأختان معًا. ولحق بهما تيريوس، فحول زيوس فيلوميلا إلى هزار وحول بروكني إلى سنونو، وحول تيريوس صقرًا يطاردهما دائمًا.